# Johann von Dzialynski
Johann Graf von Dzialynski (polnisch Jan Kanty Działyński; * 28. September 1829 in Kurnik; † 30. März 1880 ebenda) war ein Rittergutsbesitzer, Publizist und Politiker der polnischen Bevölkerungsgruppe in der preußischen Provinz Posen.

## Leben
Johann von Dzialynski besuchte die Schule in Posen und studierte in Berlin. Von 1849 bis 1851 diente er in der preußischen Armee. Er war der Besitzer des Gutes Kurnik, zu dem ein Schloss mit einer bedeutenden Bibliothek gehörte sowie Mitglied der Posener Gesellschaft der Freunde der Wissenschaft und Redakteur ihrer Publikationen. Von 1861 bis 1862 war er Mitglied des Preußischen Abgeordnetenhauses. 1863 beteiligte er sich am polnischen Januaraufstand und floh nach dessen Niederschlagung nach Frankreich. Er wurde 1864 in Abwesenheit in Berlin des Hochverrats angeklagt und zum Tode verurteilt. Im Zusammenhang mit dem Prozess wurde kurzfristig der deutsche Politiker Hippolyt von Turno arrestiert.
1869 wurde Graf Johann von Dzialynski amnestiert und er konnte aus dem französischen Exil nach Kornik zurückkehren. In der Folgezeit erweiterte er die Kurniker Bibliothek, gründete eine Bauernbank und finanzierte Stipendien für polnische Studenten.
1869 wurde er in einer Ersatzwahl im Wahlkreis Posen 1 (Stadt und Landkreis Posen) in den Reichstag des Norddeutschen Bundes gewählt, wodurch er auch Mitglied des Zollparlaments wurde. Seine Wahl wurde am 2. April 1870 wegen formalen Verfahrensfehlern durch den norddeutschen Reichstag für ungültig erklärt.

## Genealogie
- Gothaisches Genealogisches Taschenbuch der Gräflichen Häuser 1872. 45. Jahrgang, Justus Perthes, Gotha 30. Oktober 1871, 219 f.